# Echion (Gigant)
Echion (altgriechisch Ἐχίων Echíōn, genauer Ἐχίονος Echíonos, deutsch ‚Sohn der Viper‘, von ἔχις échis, deutsch ‚Viper‘) ist in der griechischen Mythologie einer der Giganten, die nach Claudian mit Keulen, Baumstämmen und Felsblöcken bewaffnet waren.